# Katsuki Sekida
Katsuki Sekida  (1893 – 1987) fue uno de los maestros más relevantes dentro de la tradición del Budismo zen. Su visión de la enseñanza del zen pasa por una visión científica y fisiológica del zazen. Escritor de algunos libros imprescindibles en la enseñanza del zazen.

## Biografía
Katsuki Sekida nació en 1893 en Kochi, una ciudad al sureste de Japón. Cuando tenía poco más de veinte años comenzó la práctica y el estudio del Zen y prosiguió sin interrupción hasta el final de sus días. Aunque sus estudios y práctica del Zen hayan sido intensos y profundos, y aunque haya vivido y estudiado durante varios años en un monasterio Zen, Ryutaku-ji, fue siempre laico, ganándose la vida como maestro de escuela hasta su retiro en 1945. En sus años posteriores fue muy respetado como maestro Zen.
A los trece años, en una clase de caligrafía, Katsuki Sekida, tuvo una experiencia de la que puede decirse que estableció la nota clave de su vida. Una experiencia de samadhi o iluminación.. A los veinte años, comenzó a practicar y estudiar Zen intensamente.
Para el señor Sekida el objetivo primero, inicial, del zazen, es alcanzar el estado de samadhi absoluto: la condición de tranquilidad total en la que «cuerpo y mente se caen», ningún pensamiento se produce, la mente está vacía, y sin embargo nos hallamos en un estado de extrema vigilia. «En esta quietud o vacío se halla latente la fuerza de toda actividad. A este estado lo llamamos existencia pura.»
En 1963 el señor Sekida aceptó una invitación para ir a Honolulú a unirse a un grupo de Zen, fundado allí a instancias de Robert Aitken,  permaneciendo en Hawái  hasta  1970. Fue en Honolulu donde el señor Sekida comenzó a trabajar en una versión inglesa de un libro suyo escrito en japonés: “Una introducción al Zen para principiantes”; la primera redacción de varios capítulos de este libro apareció en el boletín Diamond Sangha, publicado por el grupo Zen de Honolulu. En 1971 viajó a Inglaterra invitado por la London Zen Society.
Para el señor Sekida la base incuestionable de cualquier práctica seria del Zen es el zazen, el ejercicio en que el estudiante aprende a controlar el cuerpo y la mente.
Katsuki Sekida estuvo activo como profesor universitario de inglés hasta que se retiró. En los últimos años, ganó un gran aprecio como maestro zen y, al momento de escribir, recordó más de 60 años de experiencia zen. Murió en 1987 a la edad de 94 años.